# کانادین
کانادین (به انگلیسی: Canadine) با فرمول شیمیایی C۲۰H۲۱NO۴ یک داروی بلوک‌کننده کانال کلسیم با شناسه پاب‌کم ۲۱۱۷۱ است. که جرم مولی آن ۳۳۹٫۳۸۵۰۴ g/mol می‌باشد. 